# 선보성
선보성(單父聖, ? ~ 기원전 172년) 또는 선보우거(單父右車)는 초한전쟁기 전한의 군인이다.

## 행적
졸병 신분으로 패(沛) 땅에서 일어나 고제와 함께 한나라에 들어갔고, 낭중(郞中)이 되어 영포를 친 공으로 중모후(中牟侯)에 봉해지고 식읍 2,300호를 받았다. 선보성은 예전에 고제가 한미하였던 시절에, 고제가 위험에 처했을 때 말 한 필을 내어준 적이 있었기 때문에 열후에 봉해질 수 있었다.
문제 8년(기원전 172년)에 죽어 시호를 공(共)이라 하였고, 아들 선보증이 작위를 이었다.

## 출전
- 사마천, 《사기》 권18 고조공신후자연표
- 반고, 《한서》 권16 고혜고후문공신표